# ميك ميخائيل
ميك ميخائيل (بالإنجليزية: Mick Michael)‏ هو سياسي أسترالي، ولد في 22 سبتمبر 1922، وتوفي في 6 مايو 2016.